# Gheorghe Lazăr
Pour les articles homonymes, voir Lazăr.
Pour la commune, voir Gheorghe Lazăr.

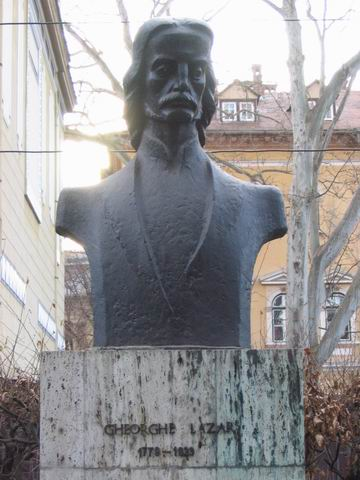
Buste de Gheorghe Lazăr à Sibiu.

Gheorghe Lazăr, né le 5 juin 1779 à Avrig et mort le 17 septembre 1821 dans la même ville, est l'une des grandes figures de la renaissance culturelle roumaine, savant et pédagogue roumain transylvain, fondateur de l'enseignement en langue roumaine dans les territoires roumanophones de l'empire d'Autriche et de Valachie.

## Biographie
Gheorghe Lazăr étudia la théologie, l'histoire et la philosophie à Sibiu, puis à Cluj et enfin à Vienne.
Il fut le premier enseignant à utiliser la langue nationale dans l'éducation au lieu de la langue grecque, notamment au sein du Collège national Saint Sava dans lequel il a travaillé et qui a été l'une des premières institutions académiques de la Valachie à utiliser la langue roumaine dans l'enseignement. Il fut créé, en 1818, dans le cadre de l'Académie princière de Bucarest, dans les bâtiments du monastère de Saint-Sava, devenu de nos jours le site de l'université de Bucarest. 
En 1821, le sultan de l'Empire ottoman, interdit les écoles de langue grecque et autorise le développement des écoles de langue roumaine. C'est au professeur et ingénieur Gheorghe Lazăr que l'on doit cette création dans le cadre de l'organisation de l'administration scolaire en Roumanie dont il était responsable. Gheorghe Lazăr fut aidé dans cette organisation de l'enseignement en langue roumaine par plusieurs personnalités intellectuelles telles que Petrache Poenaru, Ion Heliade Rădulescu et Eufrosin Poteca. 
La même année, se sentant malade, il s'en retourne dans sa ville natale d'Avrig, dont le maire était son propre frère. Gheorghe Lazăr y meurt le 17 septembre 1821. 

## Honneurs
Plusieurs établissements scolaires portent son nom ainsi qu'une commune de Roumanie.
- Le collège national Gheorghe Lazăr de Bucarest,
- Le collège Gheorghe Lazăr de Sibiu,
- La commune de Gheorghe Lazăr est située dans le Județ de Ialomița.